# Grundvik södra
Grundvik södra är en bebyggelse i Hortlax socken i Piteå kommun, Norrbottens län. SCB klassade 1990, men inte senare, den norra delen som en del av småorten Grundvik för att hel detta område 2020, men inte längre 2023, klassas som en egen småort,